# Liste von Dateinamenserweiterungen/X
In dieser Liste sind übliche Dateinamenserweiterungen aufgelistet, die in einigen Betriebssystemen zur Unterscheidung von Dateiformaten verwendet werden. In anderen Betriebssystemen erfolgt die Dateitypenidentifikation hauptsächlich über den Dateivorspann und bei E-Mail-Anhängen hat der MIME-Type eine größere Bedeutung als die Dateinamenserweiterung. Systeme, die nach den beiden letztgenannten Vorgehensweisen verfahren, ignorieren die Erweiterung meist vollständig. 
| Dateinamenserweiterung | MIME-Typ                                                          | Vollständiger Name                                           | Bemerkungen, Verwendung |
| ---------------------- | ----------------------------------------------------------------- | ------------------------------------------------------------ | --- |
| .x                     |                                                                   | DirectX Mesh Files                                           | 3D-Modelle, auch mit Animation |
| .x-wav                 |                                                                   | WAV-Datei von Siemens-Mobiltelefonen                         | unkomprimiertes Musikformat |
| .x_b                   |                                                                   | Binäre Parasolid-Datei, 3D-CAD-Kern-Format                   | Bei Parasolid handelt es sich um einen 3D-CAD-Volumenmodellierkernel der Firma Unigraphics Solution. Parasolid stellt eine Bibliothek mit C++-Funktionen bereit. Parasolid ist nicht nur Grundlage der Systeme von Unigraphics Solutions (SolidEdge und UNIGRAPHICS), sondern auch von über 60 weiteren CAD-Systemen, Finite-Elemente-Analyse- und NC-Programmen unterschiedlicher Anbieter. |
| .x_t                   |                                                                   | Text Parasolid-Datei, 3D-CAD-Kern-Format                     | siehe .x_b |
| .x1d                   |                                                                   | Folienpräsentation                                           | Programm Solo von Axon |
| .x31                   |                                                                   | Mengenermittlung                                             | GAEB DA XML-Datei - Austausch Mengenermittlung nach der REB 23.003 (siehe X31) |
| .x32                   |                                                                   | Text                                                         | Komprimierter Text |
| .x3d                   |                                                                   | Extensible 3D                                                | Format für 3D-Modelle |
| .x3f                   |                                                                   | RAW-Fotoformat                                               | Sigma-Kamera-RAW-Fotodatei |
| .x81                   |                                                                   | Leistungsverzeichnis                                         | GAEB DA XML-Datei - Austausch-LV zwischen z. B. Architekt und Ingenieur |
| .x83                   |                                                                   | Angebotsaufforderung                                         | GAEB DA XML-Datei mit Angebotsaufforderung |
| .x84                   |                                                                   | Angebotsabgabe                                               | GAEB DA XML-Datei mit Angebotsabgabe |
| .x85                   |                                                                   | Nebenangebot                                                 | GAEB DA XML-Datei mit Nebenangebot |
| .x86                   |                                                                   | Auftragserteilung                                            | GAEB DA XML-Datei mit Auftragserteilung |
| .x88                   |                                                                   | Nachtrag                                                     | GAEB DA XML-Datei mit Angebotsnachtrag |
| .x89                   |                                                                   | Rechnung                                                     | GAEB DA XML-Datei mit Rechnungsdaten |
| .xar                   |                                                                   | XTreme PhotoDesigner                                         | Datei für Magix Xtreme oder Foto und Grafikdesigner |
| .xbm                   |                                                                   | X BitMap                                                     | Bilddatei |
| .xcf                   |                                                                   | GIMP                                                         | GIMP-eigenes Grafikformat |
| .xds                   |                                                                   | XDS                                                          | POSI-Tool Dateiformat; binäre Konfigurationsdatei für Servoantriebe |
| .xdt                   |                                                                   | XDT                                                          | Infodatei für Ultimate Ripkit (PSP) |
| .xfm                   |                                                                   | XFrames Model                                                | Externes Frameset für XHTML 2 |
| .xfi                   |                                                                   | xICE Desktop                                                 | Mit dem xICE-Verschlüsselungsalgorithmus verschlüsselte Datei. Dieses Dateiformat ist als Archiv klassifiziert. |
| .xhtml                 |                                                                   | Extensible Hypertext Markup Language                         | Hypertext nach XHTML-Standard |
| .xia                   |                                                                   | Chiasmus verschlüsselte Datei (und verschlüsseltes Programm) | Eine durch Chiasmus verschlüsselte Datei erhält zusätzlich die Dateinamenerweiterung .xia. |
| .xis                   |                                                                   | Chiasmus Schlüssel                                           | Ein Schlüssel, der für das Programm zur Verschlüsslung von Dateien Chiasmus verwendet wird, hat üblicherweise die Dateiendung .xis. |
| .xla                   |                                                                   | MS Excel                                                     | Programm Add-Ins |
| .xlax                  |                                                                   | MS Excel 2007                                                | Programm Add-Ins |
| .xlc                   |                                                                   | MS Excel Chart                                               | Diagrammerstellung |
| .xlcx                  |                                                                   | MS Excel 2007 Chart                                          | Diagrammerstellung |
| .xlk                   |                                                                   | MS Excel 2007                                                | Sicherungskopie |
| .xls                   | application/vnd.ms-excel (offiziell), application/msexcel         | MS Excel Sheet                                               | Tabellenkalkulation |
| .xlsm                  | application/vnd.ms-excel.sheet.macroEnabled.12                    | MS Excel 2007 Sheet                                          | Tabellenkalkulation, Makrofunktion aktiviert |
| .xlsx                  | application/vnd.openxmlformats-officedocument.spreadsheetml.sheet | MS Excel 2007 Sheet                                          | Tabellenkalkulation, Makrofunktion deaktiviert |
| .xlt                   |                                                                   | MS Excel Template                                            | Tabellenvorlagen |
| .xlt                   |                                                                   | MS Excel 2007 Template                                       | Tabellenvorlagen |
| .xltx                  |                                                                   | MS Excel 2007 Template                                       | Tabellenvorlagen (nicht zu öffnen mit einem Konverter!) |
| .xlw                   |                                                                   | MS Excel                                                     | „Workspace“, ab Excel 5, fasst mehrere Tabellen zu einem Dokument zusammen, speichert den Arbeitsbereich (Fensteraufteilung/Darstellung/geöffnete Dateien). |
| .xm                    |                                                                   | Extended Module                                              | Trackermodul (Musikformat) des Fasttracker 2 |
| .xmi                   |                                                                   | Umbrello UML-Datei                                           | Speicherformat des Umbrello UML Modeller |
| .xml                   | text/xml, application/xml, application/x-xml                      | Extensible Markup Language                                   | allgemeine Dateinamenserweiterung für XML-Dokumente verschiedener Art |
| .xmz                   |                                                                   | Extended Module zipped                                       | komprimiertes Trackermodul (Musikformat) von Fasttracker 2 |
| .xpi                   |                                                                   | XPInstall                                                    | Erweiterung für z. B. Mozilla Firefox und Thunderbird |
| .xpm                   |                                                                   | X PixMap                                                     | Bilddatei |
| .xps                   |                                                                   | xps-Format Windows (XPS)                                     | XPS-Dateiformat (XML Paper Specification) |
| .xrns                  |                                                                   | Extended Renoise Song                                        | Trackermodul (Musikformat) des Trackers Renoise |
| .xs                    |                                                                   | X-Search                                                     | X-Search-eigenes Dateiformat |
| .xsb                   |                                                                   | Sound Bank, XMLBeans Schema Metadata                         | Sound Bank (XACT), XMLBeans Schema Metadata |
| .xsd                   |                                                                   | XML Schema Definition                                        | „Grammatik“ (nach den XML-Schema-Regeln) für XML-Daten |
| .xsl                   |                                                                   | Extensible Stylesheet Language (XSL)                         | Transformationsanweisungen (XSLT) oder Formatierungsregeln (XSL-FO) für XML-Daten |
| .xslt                  |                                                                   | XSL Transformation (XSLT)                                    | Transformationsanweisungen für XML-Daten |
| .xspf                  |                                                                   | XML Shareable Playlist Format                                | XML-Playlisten |
| .xtm                   |                                                                   | XTM Xtremsplit Data File                                     | Teil einer größeren Datei zum Transport z. B. im UseNet. Gesplittet durch das französische Tool 'Xtremsplit.fr' mit dem sie auch wieder zusammengesetzt werden kann. |
| .xul                   |                                                                   | XML User Interface Language                                  | Für Mozilla-Anwendungen entwickelte GUI-Beschreibungssprache |
| .xv2                   |                                                                   | V-XVL Geometry File (XVL)                                    | XVL-Dateiformat für optimierte Ladezeiten |
| .xv3                   |                                                                   | P-XVL Geometry File (XVL)                                    | XVL-Dateiformat für optimierte Dateigröße |
| .xvf                   |                                                                   | Xyngo Video File (XVF)                                       | Video-Format des Xyngo VideoBoard |
| .xyz                   |                                                                   | xyz-Format Xmol                                              | Koordinaten von Molekülen |
| .xyz                   |                                                                   | XYZ-Liste                                                    | X-Y-Z-Koordinaten von Digitalen Geländemodellen |
| .xyz                   |                                                                   | Celestia Trajectory File                                     | Celestia-Datei, die Zeitstempel und die dazugehörigen X-Y-Z-Koordinaten enthält |
| .xyzv                  |                                                                   | Celestia Trajectory File                                     | Celestia-Datei, die Zeitstempel und die dazugehörigen X-Y-Z-Koordinaten und X-Y-Z-Vekotren enthält |
| .xz                    |                                                                   | xz                                                           | xz Dateiformat zur Komprimierung |